# Juvigny (Marne)
Juvigny település Franciaországban, Marne megyében. Lakosainak száma 959 fő (2022. január 1.). Juvigny Les Grandes-Loges, Aulnay-sur-Marne, Matougues, Recy, La Veuve és Vraux községekkel határos.

## Népesség
A település népességének változása:
| Lakosok száma | 361  | 821  | 853  | 913  | 962  | 934  | 925  | 938  | 938  | 959  |
|               | 1968 | 1982 | 1990 | 2006 | 2013 | 2015 | 2017 | 2019 | 2020 | 2022 |